# Гліконівський вірш
Гліко́нівський ві́рш, або Гліконе́й (від давньогрецького поета Глікона) — в античній версифікації — восьмискладовий силабо-метричний вірш за схемою UU—/UU—/UU.
Поширювався у ліриці та хорах трагедій, подеколи у сполуці із ферекратовим віршем. Застосовав гліконівський вірш Горацій:

О кораблю, вже знов хвиля несе тебе

В море! О, не туди — в гавань мерщій заходь,

В гавань! Глянь же на себе:

Вже без весел боки твої (…) (переклад А. Содомори).